# Arudy
Arudy település Franciaországban, Pyrénées-Atlantiques megyében. Lakosainak száma 2238 fő (2022. január 1.). Arudy Sévignacq-Meyracq, Bescat, Bilhères, Buziet, Buzy, Izeste, Louvie-Juzon, Oloron-Sainte-Marie és Escot községekkel határos.

## Népesség
A település népességének változása:
| Lakosok száma | 2230 | 2189 | 2206 | 2265 | 2229 | 2226 | 2239 | 2253 | 2248 | 2238 |
|               | 2010 | 2013 | 2015 | 2016 | 2017 | 2018 | 2019 | 2020 | 2021 | 2022 |